# Hommaragahalli, Heggadadevankote
Hommaragahalli là một làng thuộc tehsil Heggadadevankote, huyện Mysore, bang Karnataka, Ấn Độ.